# Werner Freiesleben
Werner Freiesleben (* 14. August 1929 in Augsburg; † 25. Januar 2013 in Pullach im Isartal) war ein deutscher Chemiker und Manager.  

## Leben
Freiesleben studierte nach dem Vordiplom 1952/1953 in New York im Technical Institute bei Becker als Fulbright-Stipendiat des ersten Fulbright-Jahrgangs aus der BRD.
Danach studierte er physikalische Chemie in München und Basel. Er promovierte im Jahr 1958 in Basel im Fach Chemie. Freiesleben war zwischen 1958 und 1988 für  Wacker-Chemie tätig. Im Jahr 1988 wurde er Direktor des Europäischen Verbandes der Vinyl-Hersteller (European Council of Vinyl Manufacturers) in Brüssel, was er bis 1993 blieb. Im Jahr 1986 und zuvor war er Geschäftsführer der Wacker Chemitronic GmbH. Nach der Wende im Jahr 1990 wurde er zwischen 1993 und 1996 Sprecher der Geschäftsleitung der Freiberger Elektronik-Werkstoffe GmbH. In diesem Amt spielte er eine wesentliche Rolle bei der Privatisierung des ehemaligen VEB Spurenmetalle, der in drei selbständige Unternehmen umgegründet wurde. Seit 1994 wurden in die drei Unternehmen nach Angaben der Stadt Freiberg mehr als 1,5 Milliarden Euro investiert. Bis 2012 war Freiesleben weiterhin Mitglied des Aufsichtsrates des Unternehmens Freiberger Compound Materials (FCM).
Im Jahr 2000 wurde er von der Stadt Freiberg zum Ehrenbürger ernannt, da er Wegbereiter des modernen Halbleiterstandortes Freiberg gewesen sei.

## Werner-Freiesleben-Preis
Aufgrund der Verdienste von Freiesleben um den Wirtschaftsstandort Freiberg wird seit 2012 der mit 1500 Euro dotierte Werner-Freiesleben-Preis an Studierende der Fakultät für Chemie und Physik oder der Fakultät für Werkstoffwissenschaft und Werkstofftechnologie der TU Freiberg für hervorragende Leistungen verliehen.

## Auszeichnungen
- Bundesverdienstkreuz am Bande (20. Februar 1984)[3]
- Ehrendoktor der TU Bergakademie Freiberg (1996)
- Ehrenbürger der Stadt Freiberg (2000)